# Bateau radiocommandé

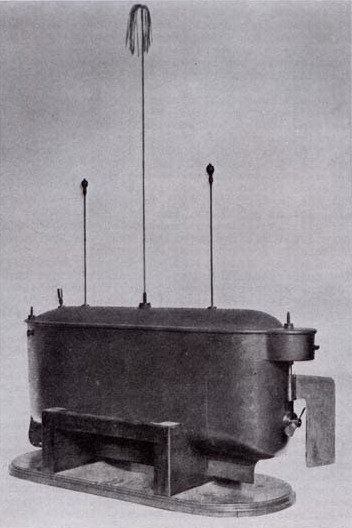
En 1898, Tesla fait la démonstration d’un bateau radiocommandé - Méthode d'un appareil de contrôle du mécanisme d'un véhicule ou de véhicules en mouvement.

Un bateau radiocommandé est un bateau contrôlé à distance avec un équipement de radiocommande.

## Types

### Maquettes

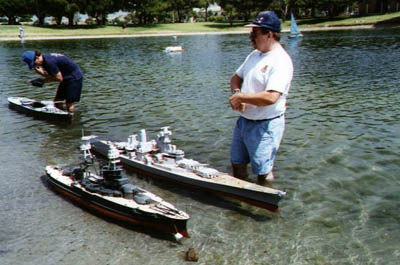
Bateaux à échelles réduites.

Certains bateaux radiocommandés sont des répliques de bateaux normaux. Ils sont à l'échelle des plus grands. Ils peuvent être assez petits pour tenir dans votre main, ou de grands modèles transportant une remorque pesant des centaines de kilogrammes. Le plus souvent, il s’agit d’une version miniaturisée d’un prototype, construite à l’aide de plans et ou de photos, bien que certaines variantes utilisent des modèles indépendants. 

### Autres
Les bateaux radiocommandés électriques sont essentiellement pour le loisir, les véhicules thermiques sont les plus puissants mais ils sont plus difficiles à manœuvrer. Les bateaux électriques peuvent être équipés de moteurs brushed ou brushless. 